# Blanche Gauthier
Blanche Gauthier (* 1884 in Montreal; † 18. August 1960 ebenda) war eine kanadische Schauspielerin und Sängerin.
Gauthier debütierte 1916 in einer Rolle in La Pharmacie Laborieuse im Monument National unter der Regie von Antoine Godeau. Sie wechselte dann an das Théâtre  Nouveautés wo sie an der Seite von Schauspielern wie Thérèse D’Orgeval. Clara Dartigny, Hamant und Pierre Labry auftrat und später ans Chanteclerc (Théâtre Stella). Dort spielte sie große Charakterrollen und war u. a. erfolgreich als La Frochard in Les deux orphelines.
Sie trat auch in einigen Operettenproduktionen auf und schloss sich der Troupe Barry-Duquesne an. Hier spielte sie u. a. die Mutter Grégoire in Armand Leclairs La vierge des Bouges. Daneben nahm sie für Columbia Records Sketche mit Ovila Légaré, Armand Lefebvre, Elzéar Hamel und Paul Desmarteaux auf Schallplatte auf.
In den 1930er Jahren wirkte Gauthier auch an Hörspielproduktionen mit, u. a. als Hausfrau in Le curé de village, in Fémina, Les amours de Ti-Jos, C’est la vie, La métairie Rancourt, Francine Louvain und Rue Principale. Auch in mehreren Kinofilmen übernahm sie Rollen, so in La forteresse, Un homme et son péché und Forbidden Journey. Von 1959 bis zu ihrem Tod spielte sie in einer der ersten Fernsehserien Québecs, En haut de la pente douce.